# Semo Sancus
Semo Sancus est, dans la religion romaine, une divinité agreste de la fidélité, souvent assimilé au Dius Fidius, personnification de la bonne foi et garant des serments prêtés. Son culte est l'un des plus anciens de Rome.

## Origine[1]
Le mot Semo est rapporté par le chant des Frères Arvales, où, pris au pluriel, il sert à désigner une catégorie de génies apparentés aux Lares et invoqués de concert avec eux. Les Semones peuvent être classés à côté des Lares, des Pénates et des Mânes, comme un groupe de forces divines qui président à la germination des graines et à la prospérité des semailles. Semo est de la même racine que semen, seminare. Le catalogue des indigitamenta mentionne également parmi les divinités agricoles une Semonia. 
Pour la désignation du dieu Semo, le vocable Sancus a une valeur limitative ; il exprime la fonction spéciale d'un génie de la classe des Semones. Sancus partage la racine des mots latins sancio et sanctus, qui permet d'interpréter sancus par « celui qui confirme, garantit. » 
Par cette fonction, Semo Sancus apparaît comme semblable au Dius Fidius que les Ombriens nommaient Sancius Fisius ou Fisovius et qu'ils identifiaient avec Jupiter : les tables eugubines nomment un Jupiter Sancius rendu par une inscription plus récente sous le nom de Jupiter Jurarius. Comme dans la religion romaine, la sainteté du serment est, en principe, sous la garde du dieu suprême, Semo Sancus a pu se confondre tantôt avec Jupiter, tantôt avec Hercule chez les Latins, les Sabins et les Ombriens, et aussi former un être à part ayant une fonction semblable. 
Semo Sancus n'est donc pas propre aux Sabins qui l'auraient introduit à Rome : il serait très probablement d'origine latine et aurait rayonné chez les divers peuples de l'Italie centrale.

## Culte

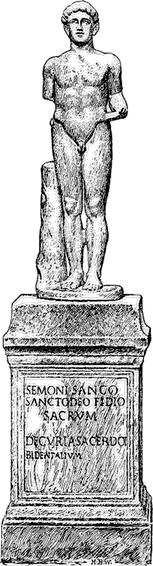
Statue de Semo Sancus trouvé près de Saint-Sylvestre du Quirinal.

On connait des sanctuaires de Semo Sancus à Rome, à Velitrae et à Castrimoenium, mais seul celui de Rome est bien documenté. 
Le temple de Rome, appelé Sacellum Sanci, se situait sur le Quirinal, sous le nom de Semo Sancus Dius Fidus. Denys d'Halicarnasse rapporte la tradition selon laquelle ce culte fut apporté à Rome par le roi sabin Titus Tatius, qui l'installa dans un petit sanctuaire sur le Quirinal en face de celui de Quirinus, lui aussi d'origine sabine. La construction du temple est généralement attribuée à Tarquin le Superbe, bien qu'il ait été dédicacé par Spurius Postumius en -466.
Le temple était selon des découvertes épigraphiques situé sur le collis Mucialis non loin de l'église moderne de Saint-Sylvestre du Quirinal. Il donne son nom à la porte Sanqualis de la muraille servienne, dont il était à proximité. Les auteurs classiques rapportent qu'il était dépourvu de toit, pour que les serments puissent être prononcés à la vue du ciel. On y offrait aussi des sacrifices lorsqu'on partait pour un lointain voyage, Semo Sancus partageant avec l'Hercule la protection des voyageurs et assurant la sécurité des routes. 
Ce temple a été décrit au XIXe siècle par l'archéologue Rodolfo Lanciani, lors de la découverte en mars 1881 de ses fondations à l'emplacement du couvent de Saint-Sylvestre du Quirinal. Il avait la forme d'un parallélogramme de dix mètres sur six, avec des murs de travertin décorés de marbre blanc. Il était entouré d'autels votifs et de piédestaux de statues.
Sa chapelle contenait des reliques de la période royale, dont une statue de Tanaquil, l'épouse de Tarquin l'Ancien que la légende considérait comme la personnification la plus éminente de la fidélité conjugale et des qualités qui font prospérer une maison, ainsi que du chanvre, une quenouille et des sandales lui ayant appartenu. Y étaient aussi déposés certains traités dont celui que Tarquin le Superbe conclut avec la ville de Gabies : ce traité, probablement le premier à être conservé sous une forme écrite à Rome, était écrit sur la peau d'un bœuf sacrifié au dieu. On y trouvait également des disques confectionnés avec l'airain confisqué à un certain Vitruvius Vaccus, du pays des Aurunces, à la suite de sa trahison en -330. Les tables eugubines mentionnent des disques du même genre : elles nous apprennent qu'en sacrifiant à Jupiter Sancius, il était d'usage d'en tenir un dans sa main ; leur image figure sur des monnaies ombriennes. On peut les rapprocher des anciles, en leur donnant une signification à la fois astronomique et morale : images du disque solaire, ils rappellent que Dius Fidius ou Semo Sancus est le dieu du serment parce qu'il est celui du ciel lumineux. 
La statue de Semo Sancus découverte en 1855 sur le Quirinal provient probablement de ce temple : cette statue rappelle un Apollon archaïque : le dieu est d'allure jeune, nu, son bras gauche, étendu, dont l'extrémité est brisée, tenait peut-être un attribut, les yeux sont largement ouverts. L'inscription du piédestal decuria sacerdot[um] bidentalium se réfère à un collège de prêtres bidentales (par référence à un bidental) organisés en décurie sous la présidence d'un magister quinquennalis : leur résidence, ample et confortable, était adjacente au sanctuaire.
Il y avait également à Rome un autre sanctuaire aussi dédié à Semo Sancus situé sur  l'île Tibérine, près du temple de Jupiter Jurarius. Son autel portait une inscription qu'au IIe siècle Justin de Naplouse avait interprété comme étant celle de la statue dédié par Claude à Simon le Magicien. La découverte de cette inscription en 1574 a conduit les historiens à penser que Justin le Martyr a confondu Semo Sancus et Simon (Semoni Sanco Deo au lieu de Simoni Deo Sancto).